# Палагай
Палага́й (тат. Палагай, удм. Биге́р Палага́й) — деревня в Юкаменском районе Удмуртии. Административный центр Палагайского сельского поселения.

## География
Деревня находится на расстоянии 10 км к северо-востоку от села Юкаменское, административного центра района. Абсолютная высота — 156 м над уровнем моря.

### Часовой пояс
Деревня Палагай, как и вся Удмуртия, находится в часовой зоне МСК+1. Смещение применяемого времени относительно UTC составляет +4:00.

## История
В «Списке населенных мест по сведениям 1859—1873 годов», изданном в 1876 году, населённый пункт упомянут как казённый починок Палагай (у речки Убыти) 2-го стана Глазовского уезда Вятской губернии. Располагался при речке Убыти, в 35 верстах от уездного города Глазова и в 60 верстах от становой квартиры в казённом селе Уни (Унинская). В деревне в 25 дворах жили 465 человек (219 мужчин и 246 женщин), была мечеть.

## Население
| 2007 | 2010 | 2012 |
| ---- | ---- | ---- |
| 459  | ↗460 | ↘450 |

## Улицы
| - ул. Детсадовская, - ул. Животноводческая, - ул. Клубная, | - ул. Лесная, - ул. Луговая, - ул. Новая, | - ул. Ремонтная, - ул. Родниковая, - ул. Центральная. |

## Инфраструктура
В деревне действуют дошкольное учреждение и средняя школа.